# 武藤寿美
武藤 寿美（むとう すみ、1971年5月18日 - ）は、日本の声優、女優。東京都出身。ALBA所属。夫はアニメーターの沖浦啓之。

## 略歴
早稲田大学第二文学部演劇学科卒業。
以前は劇団若草、リベルタに所属していた。

## 人物
特技は日本舞踊。趣味は映画、音楽鑑賞、読書、散歩。
免許は普通自動車第一種免許。

## 出演作品

### テレビアニメ
- serial experiments lain（1998年、テレビ東京） - 四方田千砂
- 魔装機神サイバスター（1999年、テレビ東京） - リューネ・フランク
- しあわせソウのオコジョさん（2001年 - 2002年、テレビ東京） - 森下繭美、ネズミどの/ねずみ娘
- 銀河鉄道物語（2003年 - 2004年、フジテレビ） - カレン
- xxxHOLiC（2006年、TBS） - 座敷童
  - xxxHOLiC◆継（2008年、TBS）
- 蟲師 続章（2014年、TOKYO MX他） - 佐保

### OVA
- 超機動伝説ダイナギガ（1998年） - 伊南村愛理

### 劇場アニメ
- 人狼 JIN-ROH（2000年） - 雨宮圭
- ほしのこえ（2002年） - 長峰美加子
- イノセンス（2004年） - 謎の少女

### Webアニメ
- 魔法遊戯 飛び出す!!ハナマル大冒険（2001年 - 2002年） - 石原由貴子

### ラジオドラマ
- Spirit of Wonder（1998年） - マリー

### ドラマCD
- トリフェルズ魔法学園物語 〜エーベル騎士団篇〜（1998年） - ユーロス・プロバンス
- カオス レギオン（2003年） - アーシア・リンスレット

### 吹き替え
- 長くつ下のピッピ（1997年） - アニカ
- ピッピ南の島へ（1999年） - アニカ
- 史上最強のグーフィー・ムービー Xゲームで大パニック!（2000年）

### テレビドラマ
- 特捜最前線 第102話「拳銃哀歌II・狼たちの決算」（1979年）
- 新五捕物帳 第89話「涙にくれた父の背」（1979年）
- 大捜査線 第15話「一枚の紙」（1980年）
- はいすくーる落書（1989年、TBS）
- 白いシャツの女（1992年、フジテレビ）
- ラブラブ・トンマ計画（1995年）

### 映画
- 河童（1994年）
- Love Letter（1995年） - 看護婦
- トキワ荘の青春（1996年） - 大学生の恋人
- PiCNiC（1996年） - 看護婦